# Associazione delle Residenze Reali Europee
L'Associazione delle Residenze Reali Europee è un'organizzazione internazionale che raggruppa alcuni tra i più importanti palazzi, castelli, regge e in generale residenze reali che si trovano in Europa. Lo scopo dell'associazione, esistente sin dal 1995 e organizzatasi in modo più strutturato e ampio dal 2001, è di preservare e valorizzare il patrimonio artistico e culturale delle residenze-museo europee, organizzando attività di formazione, promozione e collaborazioni con altri enti.

## Membri
L'associazione, al 2020, conta trenta membri in 15 Paesi europei.
| Ente                                                      | Stato                | Immagine |
| --------------------------------------------------------- | -------------------- | -------- |
| Palazzo di Schönbrunn                                     | Austria              |          |
| Palazzo del Coudenberg                                    | Belgio               |          |
| Collezione reale danese                                   | Danimarca            |          |
| Agenzia danese per la cultura e i palazzi                 | Danimarca            |          |
| Castello di Frederiksborg                                 | Danimarca            |          |
| Palazzi prussiani e giardini di Berlino e del Brandeburgo | Germania             |          |
| Fondazione culturale di Dessau-Wörlitz                    | Germania             |          |
| Palazzi, castelli e giardini della Sassonia               | Germania             |          |
| Patrimonio nazionale spagnolo                             | Spagna               |          |
| Reggia di Versailles e palazzo del Trianon                | Francia              |          |
| Castello di Chambord                                      | Francia              |          |
| Castello di Compiègne                                     | Francia              |          |
| Palazzo reale di Gödöllő                                  | Ungheria             |          |
| Consorzio residenze reali sabaude                         | Italia               |          |
| Palazzo reale di Torino                                   | Italia               |          |
| Reggia di Caserta                                         | Italia               |          |
| Villa Reale di Monza                                      | Italia               |          |
| Palazzo reale di Napoli                                   | Italia               |          |
| Castello di Miramare                                      | Italia               |          |
| Palazzo dei Principi di Monaco                            | Principato di Monaco |          |
| Palazzo di Het Loo                                        | Paesi Bassi          |          |
| Palazzo di Wilanów                                        | Polonia              |          |
| Castello Reale di Varsavia                                | Polonia              |          |
| Museo Łazienki                                            | Polonia              |          |
| Palazzo Nazionale di Mafra                                | Portogallo           |          |
| Sintra e il monte di Lua                                  | Portogallo           |          |
| Palazzi reali svedesi                                     | Svezia               |          |
| Palazzi storici inglesi                                   | Regno Unito          |          |
| Museo del Cremlino di Mosca                               | Russia               |          |
| Fondo nazionale del Peterhof                              | Russia               |          |